# 金子龍介
金子 龍介（かねこ りゅうすけ、1973年（昭和48年）1月31日 - ）は、兵庫県神戸市出身の元競艇選手。
登録番号3795。身長164cm。血液型A型。77期。兵庫支部所属。同期に、田中豪、五反田忍、佐藤大介らがいる。

## 来歴
- 1995年、尼崎競艇場での一般競走でデビュー。
- 2004年12月、住之江競艇場で行われた賞金王決定戦シリーズ戦でSG初出場。初出走（2号艇）で1着。SG水神祭を飾る。
- 2006年10月、下関競艇場で行われたGI競帝王決定戦開設52周年記念競走にて、6号艇ながら優勝。G1初制覇を果たす
- 2021年8月、住之江競艇場で大クラッシュ。事故に巻き込まれ脳内出血の重傷を負う。2023年4月、復帰の夢は叶わず引退を発表。[1]

## 人物・エピソード
- 中学卒業後、オーストラリアに1年2カ月留学[2]。
- 帰国後は大阪の国際専門学校に入学するも留年。その後、フリーター生活を送る[2]。
- パイロットだった父から競艇選手の道を薦められ、本栖研修所を受験するも4度不合格になる。競艇の道を諦め始めた頃、兵庫の競走会から電話をもらい、艇運のアルバイトを開始[2]。
- 艇運時代に知り合った松本勝也に刺激を受け、再び競艇選手を目指す。7度目の受験で本栖研修所に合格[2]。
- 同世代の荒井輝年とはサーフィン仲間。